# Демильханов, Арби Юнусович
Арби́ Юну́сович Демильха́нов (род. 19 декабря 1991, Аргун, Чечено-Ингушская АССР) — российский дзюдоист, бронзовый призёр чемпионатов России, победитель и призёр международных турниров, мастер спорта России. Родился и живёт в городе Аргун. Выступает за клуб «Динамо» (Аргун). Боролся в суперлёгкой (до 66 кг) и полулёгкой (до 73 кг) весовых категориях.

## Спортивные результаты
- Чемпионат России по дзюдо 2014 года — ;
- Чемпионат России по дзюдо 2015 года — ;